# Greg Capullo
Gregory "Greg" Capullo (/kəˈpʊloʊ/; nascido em 30 de março de 1962) é um artista e desenhista estadunidense de histórias em quadrinhos, mais conhecido por seus trabalhos em Quasar (1991–1992), X-Force (1992–1993), Angela (1994), Spawn (1993–2000, 2003–2004) e Batman (2011–2016).
Greg Capullo também editou sua própria HQ, The Creech, publicada pela Image Comics. Tratava-se de duas minisséries de 3 números.
Além do mundo dos quadrinhos, Capullo também esteve envolvido em outros projetos, tais como, desenhista dos álbuns The Dark Saga e Something Wicked This Way Comes da Iced Earth, do álbum Follow the Leader da Korn, e do álbum Ten Thousand Fists da Disturbed. Ele também fez parte da equipe que trabalhou nas sequências de animação do filme The Dangerous Lives of Altar Boys de 2002.

## Primeiros anos de vida
Greg Capullo começou a desenhar precocemente, e de acordo com o mesmo, desenhou seu primeiro Batman com apenas 4 anos. Sua preferência pelo Batman persistiu também na fase adulta, sendo da DC Comics a sua graphic novel favorita,  The Dark Knight Returns de Frank Miller. Ele decidiu ser artista profissional desde muito cedo, tendo sido influenciado por criadores como John Buscema, Neal Adams, Gene Colan e Gil Kane. Ele também foi influenciado por artistas fora do mundo dos quadrinhos, como o pintor Frank Frazetta, o animador Chuck Jones, e o caricaturista da revista Mad, Mort Drucker.

## Carreira
O primeiro trabalho de Capullo com HQ's foi uma publicação chamada Gore Shriek, que foi publicada por uma loja de quadrinhos em Albany, Nova York, chamada FantaCo Enterprises. Gore Shriek era uma HQ de terror, especificamente rotulada como Not Intended for Children ["Não Destinado para Crianças"] por causa da sua natureza violenta e dos gráficos da mesma. Devido ao sucesso da curta série de quadrinhos, ao final da mesma, Capullo começou a trabalhar para a Marvel Comics, onde trabalhou com Quasar, X-Force, e What If?. Trabalhou na Marvel Comics por três anos em várias obras, depois disso passou a trabalhar em outras publicações e projetos de outras editoras.
Todd McFarlane, que saiu da Marvel Comics para co-fundar sua própria editora, a Image Comics, notou os trabalhos de Capullo na X-Force, e o convenceu a se tornar o desenhista oficial da sua nova HQ, Spawn. Sua estreia como desenhista da revista ocorreu na edição #16, depois assumiu como artista e desenhista a partir da edição #26. Desde então, Capullo assumiu as artes das capas e os desenhos em inúmeras publicações da Image, entre elas, várias tie-ins e capas alternativas [ou variantes] de Spawn, bem como a sua própria minissérie, The Creech.
Em fevereiro de 2007, a Image Comics publicou The Art of Greg Capullo, um livro de capa dura, trazendo obras de arte de Capullo, que vão desde artes de capas altamente reconhecidas passando por desenhos inéditos/desconhecidos, primeiras amostras enviadas e esboços pessoais desconhecidos.
Capullo forneceu os layouts para Haunt da Image, que estreou em outubro de 2009. Os desenhos para os layouts foram feitos por Ryan Ottley até a edição 6, na oportunidade Greg Capullo assumiu como desenhista regular da série, a arte-final ficaram por conta de Todd McFarlane.
Em 2011, Capullo deixou o título regular Haunt para assumir a arte de Batman como parte do relançamento dos títulos da DC em 2011,  Os Novos 52, fazendo dupla com o roteirista Scott Snyder. Os dos criadores trabalharam juntos na série por 5 anos, criando uma série de histórias aclamadas e reinventando personagens clássicos para a nova continuidade da DC.
Em 9 de setembro de 2013, ele apareceu como convidado especial em "Skulls and Villains", um episódio da terceira temporada do reality da série de TV, Ink Master.
Capullo é o responsável pelas ilustrações nos álbuns The Wrong Side of Heaven and the Righteous Side of Hell, Volume 1 e The Wrong Side of Heaven and the Righteous Side of Hell, Volume 2 da Five Finger Death Punch, além do primeiro single "Lift Me Up". Ele também fez a arte para as bandas de heavy metal, Iced Earth e Disturbed.
Em 2013, ele foi indicado na lista de "The Best Tweeters in Comics" da IGN por seus posts "revigorantemente agressivo" no Twitter.
Em outubro de 2016, Capullo revelou que estava trabalhando em um projeto descrito pelo mesmo como "totalmente centrado no Batman". Em dezembro, ele revelou que assinou um novo contrato com a DC Comics.